# (10323) Frazer
(10323) Frazer – planetoida z pasa głównego asteroid okrążająca Słońce w ciągu 3,44 lat w średniej odległości 2,28 j.a. Odkrył ją Eric Walter Elst 14 listopada 1990 roku w Obserwatorium La Silla. Nazwa planetoidy pochodzi od Jamesa George’a Frazera (1854–1941), którego najważniejszym dziełem była monografia na temat religii i mitologii Złota gałąź (The Golden Bough).